# Antonio Hélio Barros de Figueiredo
Antonio Hélio Barros de Figueiredo (Natal, Rio Grande do Norte, 1 de abril de 1939 – 20 de maio de 2000) foi um médico brasileiro.
Graduado em medicina pela Escola de Medicina e Cirurgia do Rio de Janeiro em 1963. Foi eleito membro da Academia Nacional de Medicina em 1997, sucedendo Josias de Freitas na Cadeira 38, que tem Alfredo Alberto Pereira Monteiro como patrono.